# 格林·贝克
格林·爱德华·李·贝克（英語：Glenn Edward Lee Beck，1964年2月10日—），是美国著名网络电视制片人，同时是媒体名人、广播台主持人、作家、企业家、以及政治评论员，被誉为是保守派的政治评论家。以格林·贝克为名的全国性的广播脱口秀节目在全美风靡一时。他曾经与2006年1月至2008年10月在HLN主持同是以格林·贝克为名的电视节目，从2009年1月开始这个节目迁移到了福克斯广播公司新闻台。贝克著有六部被纽约时报评为畅销书的作品。贝克也是水星广播艺术的CEO，这是一个多媒体生产公司，他为公司的广播、电视、出版物、舞台、网络等产品出谋划策。贝克于2011年4月6日宣布在年底退出在福克斯新闻电视台的日常节目，但是他将会与福克斯合作制作节目。贝克最后一次在网络上做节目是2011年6月30日。
贝克的支持者们称赞他为美国价值观的忠实捍卫者，而批评家则批评他促进了阴谋论，并为了提高自己的评价使用煽动性的修辞。

## 个人生活

### 童年时期
格林·爱德华·李·贝克出生在华盛顿州的埃弗雷特，随他的父亲威廉·贝克及母亲玛丽·贝克居住在华盛顿州的山湖天台市。后来，他们全家搬至了芒特弗农 (阿拉巴马州)，在那里他们经营着一家位于市中心的“城市面包房”。贝克家族于19世纪从德国移居美国，贝克从小就接受罗马天主教的熏陶，在当地的圣灵感孕说天主教学校学习。
格林15岁时和他的姐姐跟随母亲前去萨姆纳参加普牙卢普耶稣会学校。然而他的母亲却在塔科马港市的普吉特海湾与一名同伴泛舟时不幸溺水遇难。根据当地警方记录，玛丽的案子属于典型的溺水死亡，然而一名海岸警卫队侦查员却推测她是故意跳水身亡。贝克在电视和广播中回忆母亲的死时提到母亲是自杀。
在他们母亲去世后，贝克和姐姐住进了父亲在贝灵罕姆的家，贝克因此就读于当地的Sehome高中并于1982年六月顺利毕业，贝克也定期地拜访他外祖父母在爱荷华州的家。在遭受失去母亲和不久后同父异母的兄弟相继自杀的双重打击下，贝克坦言他不得不借助“杰克丹尼”（一种威士忌）来使自己振作起来。贝克在18岁从高中毕业后，搬到了犹他州的普洛弗，并在那里的KAYK电台工作。六个月后，由于感觉自己不适合那里，贝克离开了犹他州前往首都华盛顿特区，并进入了简称WPGC的慈善机构工作。

### 成年时期
在WPGC工作的时候，贝克邂逅了他的第一任妻子克莱儿。这对有情人在1983年正式结婚，并拥有两个女儿：玛丽和汉娜。玛丽由于在出生时患有严重中风，不幸患上大脑性麻痹。1994年，当贝克在与滥用药物带来的一系列症状作斗争时，他的妻子选择了离开他。贝克曾经酗酒成性并且有染毒品，后来逐渐康复，他同时被诊断患有注意缺陷多动障碍。
那与妻子离婚那一年，贝克曾表现出自杀的倾向，他甚至曾在科特·柯本的音乐的影响下产生了对自己开枪的幻想.。后来，贝克将自己的成功戒酒归功于名叫“匿名戒酒會”（Alcoholics Anonymous）的自助组织。他说自己在参加协会见面会的第一个月就成功停止饮酒和使用大麻。
1996年，贝克在纽黑文的当地电台工作，当时参议员乔·李伯曼是他节目的粉丝，由于乔是耶鲁的校友，贝克得以在乔的推荐下进入耶鲁大学学习神学。贝克选修了早期基督学这门课程，不过很快退出了课程，这段学习经历是贝克接受过的中学后教育的最高程度。
在那之后，贝克开始了一次“心灵的探索之旅”，他流连在教堂与书店中寻找答案。贝克后来在自己的表演和书中提到，他第一次自我教育的尝试是从学习涉及各个领域的六位作家们开始的，贝克开玩笑的称他们为“连环杀手的图书馆”，这六位作家包括：亚伦·德萧维奇、约翰·保罗二世、阿道夫·希特勒、比利·格拉汉姆、卡尔·萨根、弗里德里希·威廉·尼采。贝克的前任广播台搭档帕特·格雷是一位摩尔门徒，当时他推崇由耶稣基督后期圣徒教会提出的“全面世界观”，这个世界观在几年后被贝克驳回。
1999年，贝克与她第二任妻子塔尼亚结婚。他们曾一起寻找属于自己的信仰的教堂y，后来可能在一定程度上出于她女儿玛丽的推荐，他们于当年十月共同加入了耶稣基督后期圣徒教会。贝克的洗礼仪式是由他今日的工作伙伴，昔日的老朋友帕特举行的。贝克的现任妻子是克莱尔，他们有两个孩子，其中一个是领养的。知道2011年4月位止，贝克夫妇和四个孩子一直康乃迪克州的迦南居住。
贝克在2010年宣布他被诊断为黄斑营养不良，他说道：“几星期前我发现自己的眼睛无法对焦，于是我去找了医生。他为我做了各种检测后说‘你现在得了黄斑营养不良，你可能在明年就失明，但也可能不会。’”这种失调会导致人在阅读或识别人脸时发生困难.。

## 事业生涯
2002年，贝克创建了媒体平台水星广播艺术（Mercury Radio Arts），这一平台囊括了各种广播、出版、互联网和现场表演的主体。

### 广播
1983年，贝克搬到了位于德克萨斯州科珀斯克里斯蒂，开始在KZFM广播电台工作。1985年年中，贝克受雇于肯塔基州路易斯维尔的一家名为WRKA的电台，成为该电台的晨间汽车广播的主播。然而他每周末四小时的节目的市场排名后来滑落到了第三，并在1987年在一场和WRKA电台管理层的争论中突然离开了该电台。
数月之后，贝克加盟菲尼克斯的一家电台KOY-FM（后改名为Y-95）。贝克和亚利桑那州本地人蒂姆·哈特利克（Tim Hattrick）搭档，共同主持一档名为“晨间动物园”的节目。1989年，贝克从Y-95辞职并接受了一家休斯顿电台KRBE的工作。然而贝克随后在1990年因节目排名不佳被解雇。
贝克接下来搬到了马里兰州巴尔的摩市，在电台WBSB（又称B104）工作。在那里，他和一名晨间主持帕特·格雷（Pat Gray）搭档。在他在B104的任期内，贝克因超速行驶被捕入狱。当格雷和贝克相继被辞退，两个人花了六个月的时间计划他们下一步该怎么走。1992年初，两个人都进入了位于康乃迪克州哈姆登的一家电台WKCI-FM（KC101）。1995年，该电台为贝克和格雷在节目中嘲笑一名美籍华裔而致歉。这一事件导致了激进主义团体的抗议。当格雷离开电台搬到盐湖城的时候，贝克仍然继续在该电台和维妮·佩恩（Vinnie Penn）搭档。1998年底，贝克被告知他的合同将于1999年年底结束。
2000年，《格伦·贝克节目》（The Glenn Beck Program）在佛罗里达州坦帕市当地电台WFLA第一次播出，并在一年之内将其下午播出时段的排名从第十八名提升到了第一名。2002年2月，普瑞米尔广播网（Premiere Radio Networks）在全国47家电台播出该节目，并不断向其他地区扩展。贝克称该节目的目的是让听众“通过我的表演中感觉良好并且接受真正的我，接受我的缺点和其他一切”。2007年11月5日，纽约时报报道称普瑞米尔广播网将延长贝克的合同。截至2008年5月，该节目已在超过280个地域性电台播出，并以650万听众位居全国第四。格伦·贝克本人也获得了第三的排名。

### 电视
2006年1月，CNN头条新闻宣布贝克将主持该公司一档夜间新闻评论节目。这档可简单称为《格伦·贝克》的节目在每周日夜晚播出。CNN头条新闻将该节目描述为“以其惯有的有趣的视角对当代新闻做出的非传统的看待”。在贝克快要离开CNN时，他拥有仅次于南希·格蕾丝（Nancy Grace）的第二大数量的听众。2008年，贝克获得了马可尼广播奖网络财团年度人物（Marconi Radio Award for Network Syndicated Personality of the Year）。
2008年10月，有公告说贝克将加盟福克斯新闻频道。在他进入福克斯之后，贝克主持了从2009年1月开始播出的《格伦·贝克》节目，每周末一期。这一节目在两年半的运行时间内平均有超过两百万的听众。2009年9月，贝克的节目所吸引的观众，已经多于其他三家（CNN,MSNBC和HLN）同时段具有竞争性的节目。
贝克主持的节目的高排名并非没有带来争议。《华盛顿邮报》记者霍华德·库尔茨（Howard Kurtz）认为，贝克对“扭曲的或者具有煽动性的修辞”的利用，已经使福克斯频道和其新闻工作者为抵消白宫对福克斯的批评（该批评指出，福克斯并不是一家真正的新闻机构）所做出的努力更加复杂。
在2011年4月，福克斯新闻和贝克的出品公司水星广播艺术宣布，贝克将在不久的将来停止他在福克斯的每日节目。随后，他在福克斯主持的最后一天被确认为6月30号。福克斯新闻频道和贝克共同宣布贝克将和福克斯合作，为福克斯及其数字事业制作一系列的项目。

### 书籍
贝克曾经在2011年的《纽约时报》最佳畅销书排行榜的四个单独类别中位列首位，这四个类别分别是：精装非小说类文学作品，平装非小说类文学作品，精装小说类文学作品和儿童图画书。
以下列举一部分贝克在不同类别的作品：
非小说类：
- 《真实的美国：来自心灵的讯息》（The Real America: Messages from the Heart and Heartland）. 西蒙与舒尔特出版公司（Simon and Schuster）. 2003. ISBN 978-0-7434-9696-4.
- 《和白痴争论：如何阻止狭隘的头脑和大政府主义》（Arguing with Idiots: How to Stop Small Minds and Big Government）. 西蒙与舒尔特出版公司. 2009. ISBN 978-1-4165-9501-4.
- 《懦夫：政治家、激进分子和媒体拒绝言说的事》（Cowards: What Politicians, Radicals, and the Media Refuse to Say）.西蒙与舒尔特出版公司. 2012. ISBN 978-1-4516-9347-8.

小说类：
- 《圣诞毛衣》（The Christmas Sweater）. 西蒙与舒尔特出版社. 2008. ISBN 978-1-4165-9485-7.
- 《奥弗顿之窗》（The Overton Window）. 门槛出版社（Threshold Editions）. 2010. ISBN 978-1-4391-8430-1.

儿童类：
- 《圣诞毛衣：一本图画书》（The Christmas Sweater: A Picture Book）. 西蒙与舒尔特儿童出版社（Simon & Schuster Children's Publishing）. 2009. ISBN 978-1-4169-9543-2.

### 舞台演出和演讲
从2005年开始，贝克每两年在全美做一次巡演，兼有单口喜剧和演讲的特征。他的巡回在近几年吸引了约20万的粉丝。
2003年三月，贝克组织了一系列的集会，以支持为即将来临的伊拉克战争进行的裁军。2008年5月，贝克在肯塔基州路易斯维尔的美国步枪协会的大会上，发表了主要演讲。2009年8月下旬，贝克的家乡的市长，宣布他将授予贝克城市关键奖（Key to the City），并指定2009年9月26日为“格伦·贝克日”。2009年12月，贝克制作了一个特别的电影：《圣诞毛衣：回归救赎》（The Christmas Sweater: A Return to Redemption）。2010年1月至2月，贝克和福克斯新闻主持人比尔·欧瑞利（Bill O'Reilly ）进行巡演合作。

### 慈善事业
2011年，贝克成立了非盈利性机构水星一号（Mercury One），通过自身企业运作而非捐赠维持运营。在2011年初，贝克开始致力于开发一个服装系列品牌，出售并盈利；2011年10月，水星一号开始在网站1791.com上独家发售精小而高端的服装系列——1791。该系列的首批服装由马萨诸塞州洛威尔（Lowell，Massachusetts）的American Mojo制作完成。

## 政治观点
格林·贝克自诩为自由保守主义评论家。他崇尚包括个人责任、个人慈善、宗教自由、有限政府以及家庭是社会的基石等核心价值观。格林·贝克提倡较低的国家债务，并曾公开表示“保守主义者相信债务会带来不利的关系，因此从政府到个人都应量入为出并且争取财政独立” 。他支持公民合法持有枪支而反对限制枪支的法律。在2012年8月的一档采访栏目中，当贝克被问及同性婚姻是否会成为某种对国家的威胁时曾作出如下回答：“不，我不反对，托马斯·杰斐逊曾说过，‘如果这样做既不会让我断腿又不会让我钱包遭到洗劫，那跟我又有什么关系呢？’”
格林·贝克不认为人类活动是全球变暖的罪魁祸首，但他并不否认人类对全球变暖的影响，因此他也身体力行地购买带有“绿色”设计理念的住宅。他也将美国清洁能源与安全法案(ACESA)视为财富再分配的手段之一，并且曾表达了对京都议定书的抵触之情。

### 反对进步主义
在2010年保守政治行动会议(CPAC)的核心报告上，贝克在黑板上写下“进步主义”然后指出这是美国正患有的一种恶疾，并补充道“进步主义是美国的癌症，并且正在蚕食着我们的美国宪法！”根据贝克的言论，由约翰·杜威、赫伯特·克罗利等人提出的所谓进步主义影响了西奥多·罗斯福和伍德罗·威尔逊在任时的政策，并最终成为“罗斯福新政”的基本政策之一。贝克在他的著作《常识》中提到，“进步主义与政党意志相背离，而与妄图迫使个人自由与意志必须完全服从国家的人们的意志相契合” 。贝克甚至将一些进步主义人士组成的团体称为“犯罪集团”，并认为该集团旨在篡权</ref>。该集团成员包括卡斯·桑斯坦、范·琼斯、安迪·斯特恩、约翰·伯德斯塔、韦德·拉斯科、乔尔·罗杰斯以及弗朗西斯·皮文。甚至现任总统贝拉克·奥巴马也被其列入该“犯罪集团”的黑名单。在贝克看来，他们已经在包括高盛在内的一系列进步主义机构中供职以实现他们的阴谋。在探求这些公司的底细的过程中，贝克将自己比作以色列的纳粹猎人，并在他的广播节目中发誓“将做一名进步主义猎人，至死方休，我将揪出这些祸国殃民的害虫并将他们公之于众，不论他们在生理上或心理上是否能够承受这样的压力”。
自由派历史学家肖恩·伦茨曾公开指责贝克有关进步主义的阴谋论，认为他只是将几十年前约翰柏奇会的右翼极端主义重新搬出来。伦茨认为贝克之所以得出谬误的结论是因为他将自己置身于由反对主流政治的历史人物所构造的错误的时空中。
乔治·沃克·布什总统的发言人，保守派人士戴维·弗洛姆同样不赞成贝克的观点，并指出“贝克列举的都是当年郁郁不得志的政客，而他编造的故事却使自己看起来像是掌握了拯救社会的秘密一样”。

### 与民主党政府官员的争论
贝克曾拿出“独家录影带”表明，白宫通讯主任安妮·塔邓恩曾表示“第三个窍门事实上是得自于我最爱的两个政治哲学家，毛泽东及德蕾莎修女——两人很少被联系在一起。但这两位我最爱看齐的人，基本上是传达一个简单的要点：你得选择，你得挑战，你得反问说：你得琢磨如何做前所未有的事”。对此，贝克将毛泽东与阿道夫·希特勒进行类比，并指责邓恩“简直是疯了”。邓恩之后解释说这是为了造成反讽的效果。

### 反对政府举债开支演讲
贝克曾在一档节目中向公众强调美国国债已达到令人发指的地步，应当引起人们的警惕。他认为，过多的负债将使州政府无力承担社保金、联邦医疗保险、养老金等多种保证公民基本生活的社会福利从而造成社会的不安定。他强调政府要对自己的行为负责，应当认识到当前负债形式的紧迫性而减少那些毫无意义的开支。

## 影响

### 政治及历史
W. Cleon Skousen，一位多产的保守派政治作家、美国宪法论者、信仰政治理论家，对贝克（Beck）的思想体系很有影响。摩门教的Skousen作为John Birch Society的反共产主义者，创作了很多题材的作品：六天战争、摩门末世学、新世界秩序阴谋，甚至教育孩子。Skousen认为美国政治、社会和经济精英们正在与共产主义者合作，意图在美国偷偷建立一个世界政府。贝克（Beck）提到Skousen的《赤身裸体的共产主义者（The Naked Communist）》，特别是《5000年的飞跃（The 5000 Year Leap）》（最初在1981年出版）时，称赞Skousen的“智慧之语”乃是“受到神圣启发而出的”，他在2007年说这“改变了他的生活”。Skousen的侄子，Mark Skousen说，《飞跃》反映了Skousen“对美国宪法的热情”，他认为“宪法是受上帝启发的，而且是美国成为成功的国家背后的原因”。贝克推荐这本书，称它为了解当前美国政治前景、成为“9月12日”人士“必读”的。贝克为2008版的《飞跃》作序，而且他在节目中的推荐将这本书推上了亚马逊政府类书籍的销售冠军宝座长达几个月。2010年，保守派《每周标准（Weekly Standard）》的Matthew Continetti批评了贝克阴谋性的偏向，称他为“Skousen狂热者（Skousenite）”。另外，Alexander Zaitchik，2010年出版的书《寻常的荒唐话：格伦贝克与无知的胜利（Common Nonsense: Glenn Beck and the Triumph of Ignorance）》的作者，将Skousen称为“贝克最喜欢的且对他影响最大的作家”，书中有一章专门讨论“Cleon Skousen的鬼魂”，并指出贝克的9-12计划必读书单10本书里有4本为他所著。
在关于贝克和Skousen的讨论中，Continetti写道，“Skousen的作品之一吸收了卡罗尔·奎格利的《悲剧与希望）》（Tragedy and Hope，1966），这本书提出20世纪的历史是矛盾中的秘密团体的产物。”，并提出在贝克的小说《欧弗顿之窗（The Overton Window）》中，贝克称它是基于事实的小说，他的一个角色说过“卡罗尔·奎格利在《悲剧与希望》中揭露了这个计划，避免战争悲剧唯一的希望就是联合世界经济以形成全球的稳定及和平。”
普林斯顿大学历史学家Sean Wilents说，除了Skousen，Robert W. Welch, Jr.，John Birch Society的创始人，也是贝克世界观的关键思想基础。Wilentz写道，贝克对neo-Biechite思想的宣传已经超越了Welch或是Skousen梦想的程度。
贝克在节目中经常引用的书还有Amity Shlaes的《被遗忘的男人（The Forgotten Man）》、Jonah Goldberg的《自由的法西斯（Liberal Fascism）》、Larry Schweikart和Micheal Allen的《美国爱国者历史（A Patriot’s History of the United Stated）》以及Buiton W. Folsom Jr.的《新的方法还是不成熟的方法（New Deal or Raw Deal）》。贝克也强力推荐他的听众们去阅读《即将到来的暴乱（The Coming Insurrection）》，一本由一个法国马克思主义者的团体写的著作，来探讨他们眼中即将来临的资本主义文化的崩塌；以及《The Creature from Jekyll Island》，G. Edward Griffin所著的论述美国联邦储备系统侵犯国民经济自由的书。
在2010年6月4日，贝克对Elizabeth Dilling在1936年的作品《The Red Network: A Who’s Who and Handbook of Rdicalism for Patroits》表示赞同，他说：“这是本写于1936年的书，红色网络。人民——[Joseph] McCarthy绝对是正确的……关于美国哪些人是共产主义者。”贝克被一大批人批评，包括Menachem Z. Rosensaft和Joe Conasom，他们表示Dilling是一个坦率的反闪族人和纳粹同情者。

### 宗教
贝克感谢上帝将他从毒品、酗酒、性格晦暗和形单影只中拯救出来。2006年贝克在犹他州盐湖城进行了一段短独白，详细讲述了他如何被“上帝的治愈的力量”转化。这段独白两年后被Deseret Book，一个由LDS教堂所有的出版公司，制成CD发行，标题为《An Unlikely Mormon: The Conversion Story of Glenn Beck》。
作家Joana Brooks认为贝克是在他陷入“摩门教深度孤立的想法和文化”中之后才建立了“反共产主义融合思想”和“连线画图阴谋理论”。Brooks总结道，贝克对祷告和斋戒的提倡是基于摩门教表现精神挑战的集体斋戒产生的，而贝克“蓄意的多愁善感”和易于落泪标志了“无疑的摩门教模式的男子气概（适时地表现脆弱的情感是力量的表现）”和精神性。犹他州立大学摩门教历史及文化研究的阿灵顿主席Philip Barlow曾说过贝克认为美国宪法是“受上帝启发的文件”，提倡限制政府、在公众范围内保留上帝的位置，这些都“有明显的对摩门教的同情”。贝克知道摩门教“信条不同于”传统的基督教，但他说这就是摩门教吸引他的地方，“对于我来说，一些传统的信条并没有作用”。